# Tereitannano
Tereitannano ist ein Ort im nördlichen Teil des pazifischen Archipels der Line Islands nahe dem Äquator im Staat Kiribati. 2020 wurden 184 Einwohner gezählt.

## Geographie
Tereitannano liegt zwischen Terine (Tenenebo) und Aramari im Südwesten des Atolls Tabuaeran.

## Klima
Das Klima ist tropisch heiß, wird jedoch von ständig wehenden Winden gemäßigt. Ebenso wie die anderen Orte der südlichen Line Islands wird Tereitannano gelegentlich von Zyklonen heimgesucht.